# Bangles (EP)
Bangles é o primeiro EP epônimo da banda de pop rock americana The Bangles. Foi lançado em 1982 pela Faulty Products e relançado em 1983 pela I.R.S. Records, quando a Faulty Products ficou fora do mercado. As músicas permaneceram amplamente indisponíveis a partir de então, com apenas relançamentos ocasionais de músicas individuais. O EP de cinco músicas, foi eventualmente reeditado como parte da compilação das Bangles em 2014, Ladies and Gentlemen ... The Bangles!.
Este seria o único lançamento do grupo a apresentar a baixista original Annette Zilinska, que saiu no início de 1983 e foi substituída por Michael Steele.

## Antecedentes
The Bangles começou em Los Angeles como uma banda de rock de garagem, popularmente associada a bandas similares da área na cena musical Underground. Após a auto-liberação de um single de estréia bem recebido, "Getting out of Hand" (1981), o grupo foi colocado pelo executivo da indústria musical Miles Copeland para sua nova gravadora, Faulty Products, uma subsidiária independente da I.R.S. Records. A banda rapidamente gravou um mini-álbum de cinco músicas que foi lançado em junho de 1982.

## Composição
O EP possui quatro músicas de autoria das próprias integrantes da banda, bem como "How Is The Air Up There?", Um cover do single da década de 1960, da banda neozelandesa The La De Das.

## Lançamento
O EP foi originalmente lançado em vinil em 1982 pelo selo Faulty Products (catálogo #FEP 1302). A gravadora foi extinta no final daquele ano, e a principal gravadora I.R.S. Records, o relançou novamente em 1983 (catálogo # SP-70506). O EP foi lançado pela primeira vez na França em 1987. Três músicas do EP foram lançadas pela primeira vez em CD em 1988, como 3" CD single "(mixagem do single single " The Real World","How Is The Air Up There?" e "Mary Street"). As duas primeiras músicas e "I'm In Line" foram posteriormente incluídas em uma compilação lançada na França em 1992.
O conjunto completo de cinco músicas, no entanto, permaneceu sem impressão desde a sua versão inicial de vinil até 2014, quando foi incluída no álbum Ladies and Gentlemen...The Bangles!. Esta compilação também inclui uma versão demo inédita de "The Real World", mais curta e cantada em um tom diferente.

## Faixas
1. "The Real World" (S. Hoffs, V. Peterson)
2. "I'm in Line" (D. Peterson, V. Peterson, S. Hoffs)
3. "Want You" (V. Peterson)
4. "Mary Street" (S. Hoffs, V. Peterson)
5. "How Is the Air Up There?" (Steve Duboff, Artie Kornfeld)

## Créditos
The Bangles
- Susanna Hoffs → vocais, guitarra
- Vicki Peterson → vocal e guitarra
- Debbi Peterson → vocais e bateria
- Annette Zilinska → vocais, baixo e harmónica